# إنترلوكين 17

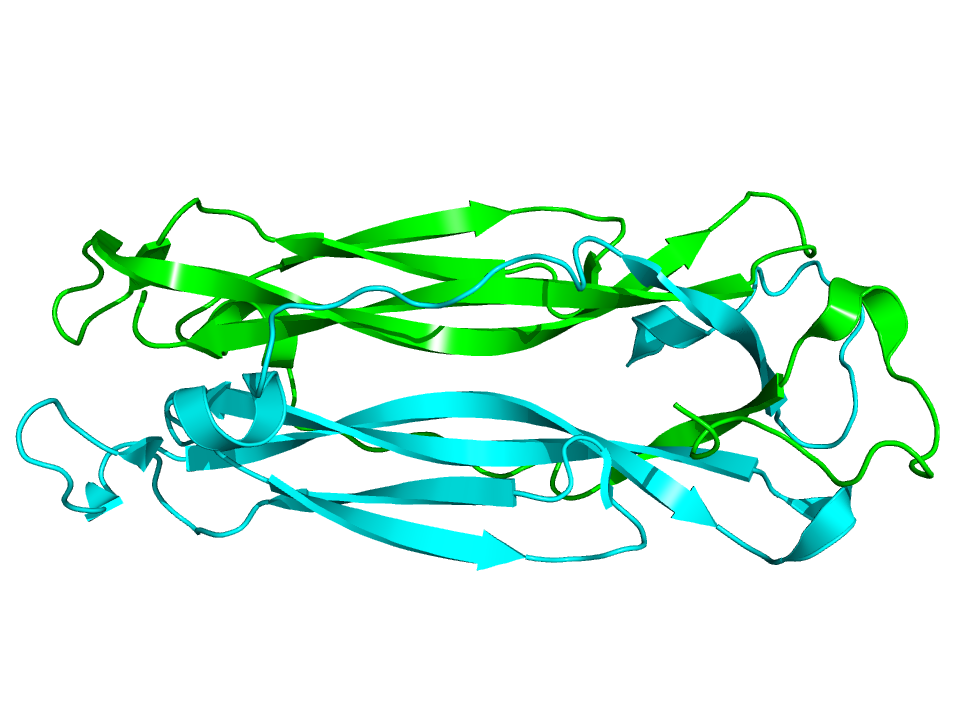

إنترلوكين 17 (بالإنجليزية: Interleukin 17)‏ ومختصره (IL-17) هي مجموعة سيتوكين تعرف بعائلة إنترلوكين 17 عرفت أول مرة عام 1993 على أنها نسخ من ورم هجين لخلية تائية لقارض.
إنترلوكين 17 هي سيتوكينات وسيطة قوية في تفاعلات النوع المتأخر من خلال زيادة إنتاج كيموكين في الأنسجة المختلفة لتجنيد الوحيدات والعدلات إلى موقع الالتهاب.

## أفراد المجموعة
- إنترلوكين 17أ
- إنترلوكين 17ب
- إنترلوكين 17ج
- إنترلوكين 17د
- إنترلوكين 25 أو إنترلوكين 17 إي
- إنترلوكين 17ف